# New Delhi metallo-beta-lactamase

Struttura della colistina, uno dei pochi antibiotici efficaci contro i batteri esprimenti il gene NDM-1

New Delhi metallo-beta-lactamase (NDM-1) è un enzima recentemente identificato che rende i batteri resistenti ad un ampio spettro di antibiotici beta-lattamici. Questo include anche gli antibiotici della famiglia dei carbapenemi che sono stati un punto fermo per il trattamento di altri batteri resistenti agli antibiotici. Il gene di NDM-1 è un membro di una famiglia di grandi geni che codificano enzimi beta-lattamasi chiamati carbapenemasi, in grado di idrolizzare i carbapenemi.

## Caratteristiche
I batteri che trasportano tali geni sono spesso denominati dai media "superbatteri", dal momento che le infezioni provocate da questi batteri sono molto difficili da trattare con successo. La produzione degli enzimi NDM-1 causa una resistenza verso diverse classi di antibiotici: penicilline, cefalosporine (cefepime e ceftriaxone), carbapenemi ed aztreonam.
Infatti, nel Regno Unito, l'Agenzia per la protezione della salute ha dichiarato che "la maggior parte dei batteri isolati con  l'enzima NDM-1 sono resistenti a tutti gli antibiotici per via endovenosa standard per il trattamento delle infezioni gravi".
NDM-1 fu individuato per la prima volta nel gennaio 2008 in un uomo di 59 anni, che venne trasferito nell’ospedale di Örebro, Svezia, proveniente da New Delhi e che fu trovato colonizzato nelle urine dal batterio Klebsiella pneumoniae. 
Uno studio condotto da un team composto da studiosi  di varie nazioni è stato pubblicato nel numero di agosto 2010 della rivista The Lancet Infectious Diseases. Questo studio ha esaminato la comparsa e la diffusione di batteri che trasportano il gene blaNDM-1.
I batteri isolati erano resistenti a svariate classi di antibiotici, compresi beta-lattamici, fluorochinoloni e aminoglicosidi, ma la maggior parte di questi era ancora sensibile al colistina, un antibiotico  polimixinico. La molecola GSK-299423 sembra essere in grado in vitro di inibire significativamente i batteri resistenti ai precedenti antibiotici, rendendo tali batteri non più in grado di riprodursi ed ottenendo così un probabile trattamento al ceppo NDM-1. Tale molecola non è ancora disponibile per l'uso umano, non avendo svolto ancora un trial preclinico.